# Onesimos

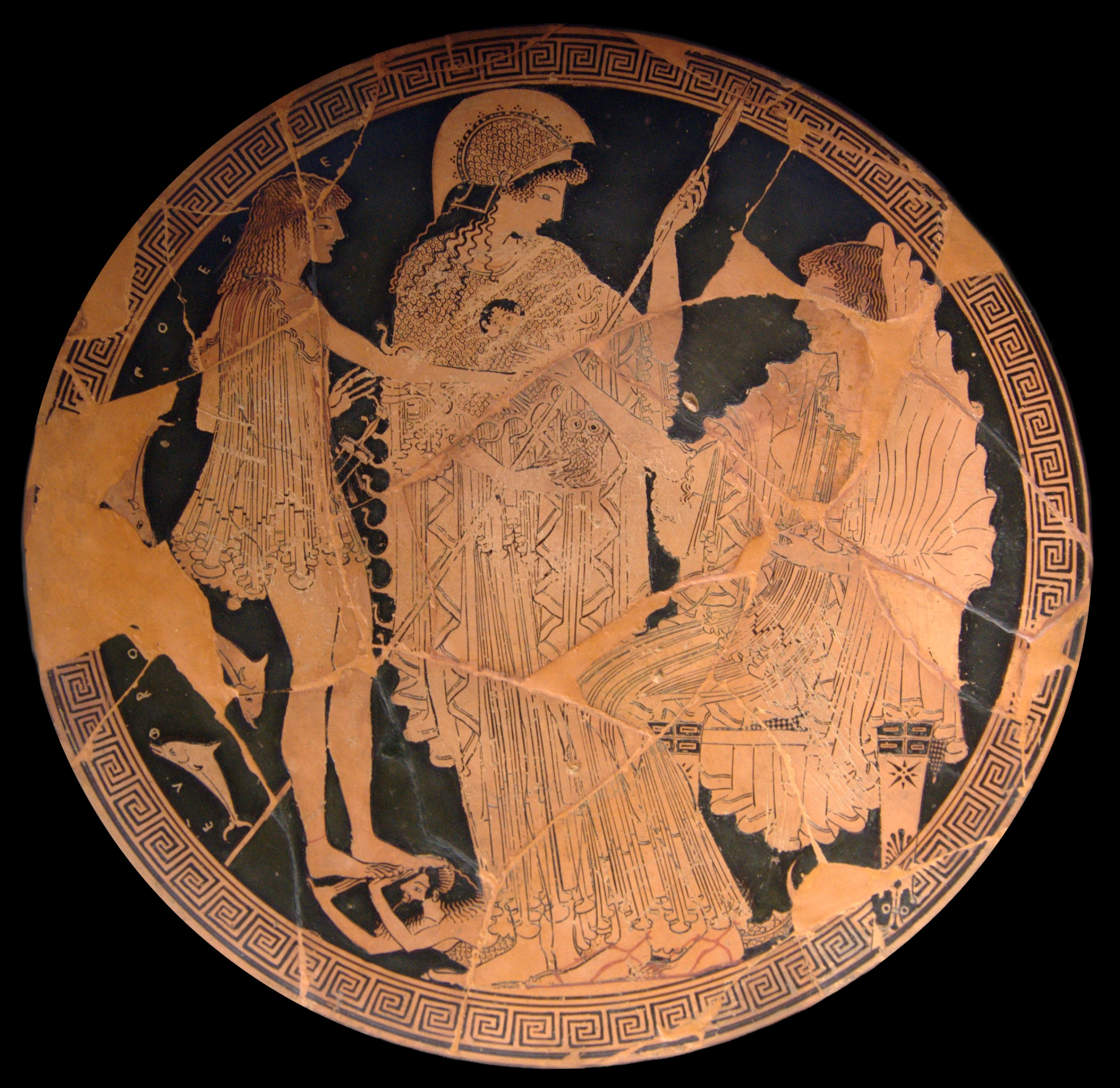
Tondo kyliksu z przedstawieniem Tezeusza i Amfitryty (zbiory Luwru)

Onesimos (gr. ῎Ονήσιμος), dawniej zwany Malarzem Panajtiosa – grecki malarz wazowy, działający w Atenach w okresie 500-470 p.n.e., tworzący w technice czerwonofigurowej.
Pracował w warsztacie Eufroniosa, od którego przejął wiele elementów swojego rzemiosła artystycznego. Był też najprawdopodobniej pod wpływem twórczości korynckiego malarza Kimona.
Onesimos zerwał z płaskim przedstawieniem ciała ludzkiego, dążąc do oderwania go od tła, był twórcą postaci w ruchu, z wykorzystaniem skrótów perspektywicznych. Czerpał tematy z życia codziennego i z mitologii, próbując oddać w nich jednocześnie grację i siłę przedstawianych postaci. Jego tematyka z czasem ewoluowała ku przedstawianiu scen gimnastycznych z udziałem atletów w palestrze, przedstawień komastów oraz sympozjonów.
Na podstawie analizy stylu przypisuje mu się autorstwo malowideł na ponad czterdziestu zachowanych wazach. Jego sygnatura zachowała się na najbardziej znanym dziele – czarze z przedstawieniem Tezeusza przed Amfitrytą.